# Турандот, или Конгресс обелителей
«Турандот, или Конгресс обелителей» (нем. Turandot oder Der Kongreß der Weißwäscher) — последняя завершённая пьеса немецкого поэта и драматурга Бертольта Брехта.

## История создания
Ещё в 1933 году, в эмиграции, работая над философским сочинением «Ме-ти. Книга перемен», Брехт задумал роман «Туи» — об интеллектуалах «товарно-рыночной эпохи» («туалах»), которые, как он считал, в бурных событиях первой трети XX века в Германии оказались не на высоте. «Туалы», по определению Брехта, это «те, кто работает головой, кто понимает, различает, ещё точнее — формулирует», это «обелители, отговорщики, поставщики всяческой умственности для некоего кайзера некоей страны». Своего апогея «туализм», считал Брехт, достиг в Третьем рейхе.
Роман «Туи», действие которого автор перенёс в Китай, так и остался в набросках, но в 1938 году Брехт задумал пьесу на ту же тему, решив взять за основу сюжет пьесы-сказки Карло Гоцци «Турандот»: он видел знаменитую «Принцессу Турандот» в постановке Евгения Вахтангова. «В „Турандот“ (моей версии), — писал Брехт в том же году, — император обещает руку своей дочери любому, кто разгадает загадку, в чём кроется причина бедствий страны. Тому, кто пытается её разгадать и даёт неправильный ответ, отрубают голову. Виновен в бедствиях был сам император: именно это и делало задачу столь трудно решаемой».
В эмиграции Брехт пьесу не написал, но вернулся к своему замыслу в начале 50-х годов уже в Восточном Берлине и летом 1953 года закончил первую редакцию сатирической пьесы, получившей название «Турандот, или Конгресс обелителей».
Для пьесы с вполне очевидными политическими аллюзиями, из которых самой безобидной был образ неудавшегося интеллектуала Гогера Гога — пародия на Гитлера, Брехт избрал форму параболы, к которой всё чаще прибегал и в прозе, и в драматургии с середины 30-х годов. Брехт считал, что иносказательная форма всё ещё является «наиболее пригодной» для очуждения общественных проблем. «Я твёрдо уверен, — говорил он в 1954 году, — в том, что при всё большем развитии цивилизации… именно парабола имеет большое будущее, ибо она столь элегантно может преподнести правду». Соглашаясь с тем, что парабола «хромает», Брехт считал, что этот недостаток вполне искупается её очевидными преимуществами: простотой, наглядностью и возможностью донести до зрителей правду обходным путём — парабола «намного хитроумнее всех прочих форм». Театроведу Эрнсту Шумахеру Брехт демонстрировал преимущества параболы на примере сцены обучения будущих «туалов» из «Турандот»: если ученик отвечал на вопрос неправильно, с точки зрения учителей, висевшая перед ним корзина с хлебом взлетала вверх, при этом она поднималась всё выше и выше по мере того, как ученик приближался к правде. Никакими иными средствами невозможно было бы с такой же наглядностью представить в театре те условия, в которых оказываются современные интеллектуалы.
Окончательная редакция «Турандот» датируется летом 1954 года, но опубликована пьеса была лишь спустя 11 лет после смерти автора, в 1967 году, и впервые увидела свет рампы не в театре Брехта «Берлинер ансамбль», а в цюрихском «Шаушпильхаузе» — в 1969 году.
На русском языке «Турандот» впервые была опубликована в 1976 году в переводе Ильи Фрадкина

## Сюжет
Могущественный император оказавшегося в кризисе государства обещает руку своей дочери тому, кто сумеет объяснить причины бедствий страны. Задача для претендентов осложняется тем, что сам император и его дочь Турандот должны оставаться вне подозрений: ответ, бросающий тень на семью, является неправильным, а за неправильный ответ претенденту отрубают голову.

Интеллектуалов в этой стране со школьной скамьи отучают от «неговорчивости», главный экзамен для них — обоснование причин отсутствия в стране хлопка и принародное обеление спекулянтов во главе с самим императором. Претендент на руку дочери подвергается дополнительному допросу: не принадлежал ли он когда-нибудь к «обществу друзей вооружённого восстания», не состоял ли когда-либо в рядах «лжецов, призывающих к защите прав человека» и не выступал ли он за «мир в какой-либо форме».
Гогер Гог, не сумевший выдержать обязательные для интеллектуалов испытания, с помощью своих вооружённых банд захватывает власть; он запрещает в стране любые расспросы и начинает преследование интеллектуалов. Однако удержаться у власти ему не удаётся, — императора и его дочь в конце концов изгоняет восставший народ.

## Сценическая судьба
Первую постановку «Турандот» осуществил в 1969 году ученик Брехта Бенно Бессон в цюрихском «Шаушпильхаузе», где ещё в годы Второй мировой войны были впервые поставлены пьесы Брехта «Мамаша Кураж и её дети» и «Жизнь Галилея» («датская» редакция), а в 1948 году — и его «Пунтила». Сатира в этом спектакле, пишет Э. Шумахер, была обращена на «кристальную чистоту» швейцарского общества: основным мотивом оформления стала торговая реклама, а главной темой спектакля — превращение интеллекта в рыночный товар.

### «Турандот» на Таганке
В СССР попытку поставить «Турандот» предпринял в 70-х годах Юрий Любимов в Театре на Таганке. Когда Брехт писал пьесу, левая интеллигенция на Западе была увлечена китайской революцией, и Кай Хо, во главе народных масс изгоняющий в финале Императора и его дочь, естественно, ассоциировался с Мао Цзэдуном. Любимов в 70-х, после «культурной революции», меньше всего был готов прославлять «председателя Мао», — он изменил финал: в его спектакле никто Императора не изгонял, народ сам покидал государство, что больше соответствовало советским реалиям.
Владимир Высоцкий написал для спектакля новые зонги, на стихи Бориса Слуцкого и на свои собственные — «Песню Гогера-Могера»; эти зонги также должны были приблизить пьесу Брехта к советской действительности конца 70-х годов. В стихах Высоцкого именно Гогер, который у Брехта был пародией на Гитлера, приобрёл сходство с Мао-Цзэдуном:

Свезем на свалки груды лишних знаний,
Метлой — по деревням и городам!
За тридцать штук серебряных юаней,
будь я проклят,
Я Ньютона с Конфуцием продам!
Не менее красноречивым было и обещание «большого скачка»; одновременно он напоминал и некоторых советских персонажей. Спектакль получился слишком острым даже для «Таганки»: его долгое время не выпускали, в конце концов, без «Песни Гогера-Могера», он был допущен до премьеры, но продержался в репертуаре недолго: произвольное изменение авторского текста и послужило в итоге формальным поводом для запрета любимовской «Турандот».

### Известные постановки
- 1969 — «Шаушпильхауз», Цюрих. Постановка Бенно Бессона; художник Хорст Загерт. Роли исполняли: Император — Эрвин Паркер, Турандот — Элла Проллиус, Гогер Гогер — Петер Эрлих, Сен — Отто Мехтлингер. Премьера состоялась 5 февраля
- 1981 — «Берлинер ансамбль». Постановка М. Векверта и Й. Теншерта; композитор Ханс-Дитер Хозалла. Роли исполняли: Рената Рихтер, Ханс Петер Минетти, Эккехард Шалль, Петер Ауст[10].

- 1979 — Театр на Таганке. Постановка Юрия Любимова. Художник Д. Боровский; композитор Альфред Шнитке. Роли исполняли: Император — Феликс Антипов, Турандот — Татьяна Жукова, Императрица-мать — Инна Ульянова, Гогер Могер — Валерий Золотухин, А Ша Сен — Рамзес Джабраилов и Семён Фарада, Ма Гогер — Марина Полицеймако и Ирина Кузнецова, Яу Ель — Юрий Смирнов, Мунка Ду — Борис Хмельницкий и Алексей Граббе, Ка Мю — Алексей Граббе. Премьера состоялась 20 декабря[7][11]